# ウォールトン伯爵
ウォールトン伯爵 (ウォールトンはくしゃく) は英国の貴族、伯爵。 連合王国貴族爵位。1956年に実業家であり保守党の政治家でもあったフレデリック・マーキスが叙爵されたことに始まる。彼は1939年のうちにすでにランカスター州リヴァプールのウォールトン男爵に叙されていたほか、1953年にはランカスター州リヴァプールのウォールトン子爵の爵位も得ている。その後、彼はさらに伯爵位と併せて、サセックス州ウォルバートンのウォルバートン子爵にも叙爵された。以来、初代伯の男系子孫が継承し現在に至っているが、現当主の3代伯に子はいないため法定推定相続人は存在せず、将来的に消滅する可能性が高い。
一族の邸宅はやアンガスのフォーファーに近いオークナクリーハウス (Auchnacree House)。

## ウォールトン伯爵 (1956年)
- 初代ウォールトン伯爵フレデリック・ジェームズ・マーキス (1883年 - 1964年)
- 第2代ウォールトン伯爵ロジャー・デヴィッド・マーキス (1922年 - 1969年)
- 第3代ウォールトン伯爵サイモン・フレデリック・マーキス (1958年 -)

2018年現在、法定推定相続人はいない。